# Olesicampe geniculata
Olesicampe geniculata là một loài tò vò trong họ Ichneumonidae.